# Nicergolin
Nicergolin (Sermion) je ergotni derivat koji se koristi za tretiranje senilne demencije i drugih poremećaja vaskularnog porekla. Utvrđeno je da povišava mentalnu agilnost i poboljšava razboritost i percepciju. On snižava vaskularni otpor i povećava arterijski krvni protok u mozgu, poboljšavajući iskorišćenje kiseonika i glukoze u moždanim ćelijama. On ima slična vazoaktivna svojstva u drugim delovima tela, a posebno u plućima.
Nicergolin je registrovan u preko pedeset zemalja, i u upotrebi je duže od tri dekade za tretiranje kognitivnih, afektivnih, i biheviornih poremećaja kod starijih ljudi.

## Spoljašnje veze
- [мртва веза]

|  | Molimo Vas, obratite pažnju na važno upozorenje u vezi sa temama iz oblasti medicine (zdravlja). |